# Chiguy Lucau
Chigy Lucau, dit Chiguy Lucau, né le 4 août 1984 à Kinshasa (Zaïre), est un footballeur franco-congolais.

## Biographie

### Débuts
Chiguy Lucau commence à jouer au football à l'école primaire au sein d’une école du 18e arrondissement de Paris. Puis il a signé au Levallois SC où il joue au niveau régional. Faisant partie de l’équipe des Hauts-de-Seine, avec laquelle il participe aux championnats inter-districts au CTNFS Clairefontaine. Le recruteur du PSG lui propose de rejoindre le club de la capitale. Lucau intègre le centre de pré-formation du PSG.

### Paris SG (1999-2004)
Chiguy Lucau fait un an au centre de pré-formation de Verneuil-sur-Seine. Au fur et à mesure, il intègre l'équipe 3 en CFA 2.
Pour la saison 2003-2004, un contrat professionnel est proposé à Chiguy Lucau qui le refuse, il n'est alors plus appelé en équipe première et effectue une année blanche. Lucau joue avec l'équipe réserve mais une blessure le tient longtemps éloigné des terrains. Il inscrit néanmoins cinq buts avec la CFA parisienne.
Il acquiert la nationalité française par naturalisation le 24 août 2004.

### Le Mans (2004-2007)
En 2004, à la fin de son contrat stagiaire, Lucau rejoint Le Mans en Ligue 2 pour deux saisons. D’abord remplaçant, il inscrit un doublé pour sa deuxième titularisation face au Stade lavallois. L’attaquant est alors utilisé comme un joker. Il marque six autres buts au cours de la saison, et gagne ainsi le droit d’évoluer en Ligue 1, son club étant promu. Le statut du joueur ne change pas, mais il parvient tout de même à participer à plusieurs rencontres, inscrivant deux buts. À la mi-novembre, Lucau se blesse gravement au genou lors d’une rencontre face à l’Olympique de Marseille. Opéré des ligaments du genou, Lucau voit sa saison 2005-2006 terminée dès la 14e journée de championnat,.

### National puis CFA (2010-2013)
Une pubalgie le handicape sérieusement durant la saison 2011-2012. Il se soigne avec un entraînement personnel concocté par le Centre technique national Fernand-Sastre.
En janvier 2013, libre depuis son départ de Créteil l'été précédent, Chiguy Lucau s’engage avec le Tarbes Pyrénées Football,.

### Thaïlande (depuis 2014)
Sans club depuis juillet 2013 et une pige d’une saison à Tarbes (CFA). Chiguy Lucau part jouer en Thaïlande en janvier 2014, au sein du club de Police United.

## Statistiques
Ce tableau présente les statistiques de Chiguy Lucau,.
| Saison                | Club                  | Championnat           | Championnat | Championnat | Coupe nationale | Coupe nationale | Coupe de la Ligue | Coupe de la Ligue | Total | Total |
| Saison                | Club                  | Division              | M.          | B.          | M.              | B.              | M.                | B.                | M.    | B.    |
| 2002-2003             | Paris Saint-Germain   | Ligue 1               | 3           | 0           | -               | -               | -                 | -                 | 3     | 0     |
| 2003-2004             | Paris Saint-Germain   | Ligue 1               | -           | -           | -               | -               | -                 | -                 | 0     | 0     |
| 2004-2005             | Le Mans UC 72         | Ligue 2               | 29          | 8           | -               | -               | 2                 | 1                 | 31    | 9     |
| 2005-2006             | Le Mans UC 72         | Ligue 1               | 13          | 2           | -               | -               | 1                 | 2                 | 14    | 4     |
| 2006-2007             | Le Mans UC 72         | Ligue 1               | 14          | 1           | 2               | 0               | 3                 | 0                 | 19    | 1     |
| 2007-2008             | CS Sedan Ardennes     | Ligue 2               | 26          | 6           | 6               | 1               | -                 | -                 | 32    | 7     |
| 2008-2009             | CS Sedan Ardennes     | Ligue 2               | 11          | 1           | -               | -               | 1                 | 0                 | 12    | 1     |
| 2009                  | LB Châteauroux (prêt) | Ligue 2               | 4           | 0           | -               | -               | -                 | -                 | 4     | 0     |
| 2009-2010             | CS Sedan Ardennes     | Ligue 2               | 2           | 0           | 1               | 0               | -                 | -                 | 3     | 0     |
| 2010-2011             | SR Colmar             | National              | 18          | 6           | -               | -               | -                 | -                 | 18    | 6     |
| 2011-2012             | US Créteil-Lusitanos  | National              | 3           | 0           | 2               | 0               | -                 | -                 | 5     | 0     |
| 2013                  | Tarbes PF             | CFA                   | 17          | 0           | -               | -               | -                 | -                 | 17    | 0     |
| 2014                  | Royal Thai Police FC  | D1                    | -           | -           | -               | -               | -                 | -                 | 0     | 0     |
| Total sur la carrière | Total sur la carrière | Total sur la carrière | 141         | 24          | 11              | 1               | 7                 | 3                 | 159   | 28    |